# William C. Morris
William Case Morris (Soham, 16 de febrero de 1864 - Soham, 15 de septiembre de 1932) fue un pedagogo, pastor anglicano del ala evangélica y filántropo inglés, fundador de escuelas e institutos evangélicos en Argentina.
Llegó a administrar 32 instituciones educativas. Recorría puerta a puerta, con su pequeña valija de cuero, solicitando donaciones para su causa; alcanzó así a más de 250 000 alumnos en sus registros oficiales (se estiman 50 000 más en registros extraoficiales).

## Biografía
De  dos padres ingleses, su padre, de condición humilde, era un predicador no afiliado a la Iglesia (Anglicana) de Inglaterra. Su madre falleció cuando William tenía apenas cuatro años.
William Morris emigro a Itapé, Paraguay con sus dos hermanos, su hermana y su padre en 1872 en un emprendimiento de colonos. Debido a que la empresa que los había traído y contratado se desintegró ni bien llegaron, la familia Morris decidió moverse hacia el sur afincándose en 1873 en una zona rural en la provincia de Santa Fe, en Argentina. Allí, las penurias económicas agobiaban a los Morris. William, que de pequeño demostraba su interés por la lectura apenas si tenía tiempo para dedicarse a ella ya que debió trabajar como granjero cuidando ganado y luego como empleado doméstico al servicio de un médico adinerado. Allí recibía maltrato y un día, exasperado por la necesidad, robó unas monedas para comprar salame y al descubrir el patrón la acción lo dejó en la calle.
Por vivir en la campaña, las migraciones constantes y la pobreza, su educación escolar fue deficiente, cursó estudios hasta tercer grado y a pesar de la escasa educación formal el joven Morris procuró aprovechar las posibilidades que le ofrecían las bibliotecas donde fue viviendo y leyendo por las noches, para formarse solo o como dicen los ingleses "a self made man".
Ya adulto y con veintidós años de edad Morris se dirigió a Buenos Aires en 1886 instalándose en la zona del puerto de La Boca, donde trabajó como pintor de barcos y empleado en una oficina. Allí, en “La Boca” en lo que William Morris describió como “el peor barrio de Buenos Aires” comenzó a congregarse en la iglesia metodista local. La Boca por ese entonces era un conglomerado plagado de conventillos, inmigrantes pobres, desilusionados y de niños que no tenían más perspectiva que la de mayor pobreza, promiscuidad y delincuencia. Este cuadro de terrible indigencia movilizó a Morris que vio en La Boca un futuro de condenados sociales y excluidos. Ese impacto movió su vocación cristiana en favor de la infancia abandonada que lo convertiría en maestro y guía de niños y jóvenes. Con el poco dinero con que contaba en 1888 alquiló un pequeño y descuidado conventillo para abrir un humilde comedor para los niños de la calle. En ese mismo lugar abrió una escuela dominical de la que se ocupaba personalmente costeando de su bolsillo el salario de un joven maestro durante la semana y encargándose él mismo de la instrucción religiosa los días domingos. Los niños recibirían “pan para el cuerpo y el alma”.

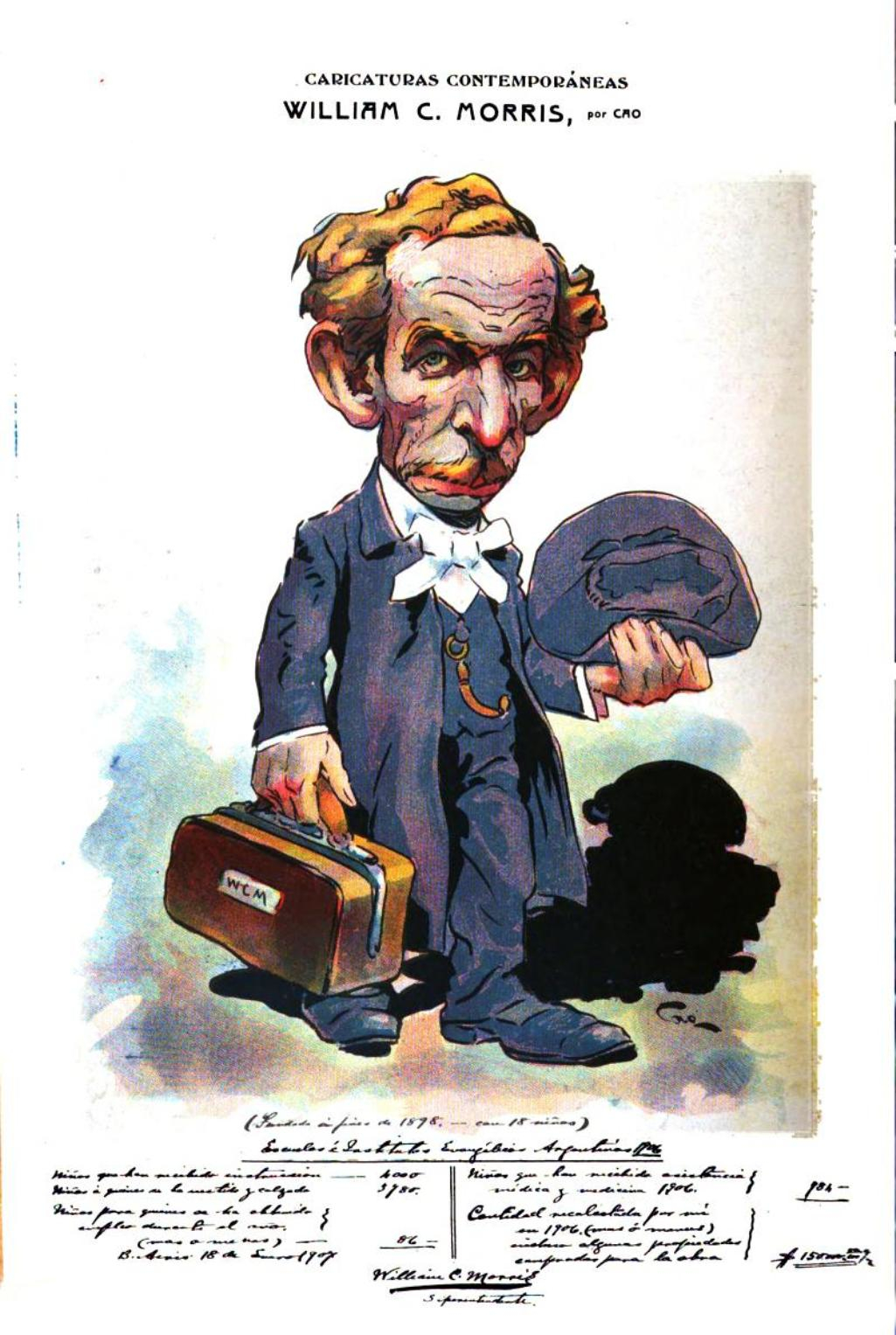
Retratado por Cao en la revista argentina Caras y Caretas (1907)

En 1889 fue aceptado como predicador local por la Iglesia Metodista de La Boca, con lo que la actividad del joven misionero laico ganó mayor autoridad en el barrio de La Boca. Ese mismo año se casó con una joven inglesa, Cecilia Kate O´Higgins, quien había llegado al país con el pastor Stockton. Cecilia compartía con William Morris el destino de haber quedado huérfana de madre a los pocos años de vida. Al poco tiempo de casarse, tuvieron un hijo que falleció a los pocos meses. Esta trágica experiencia parece haber impulsado al matrimonio a consagrarse por completo al servicio de miles de niños. Su obra fue encuadrada rápidamente dentro del marco de la Iglesia Metodista, de la cual Morris era predicador y miembro: éste es el origen de la Misión Metodista de la Boca y el principio de su vida como filántropo.

## Obra
En algún momento entre 1895 y 1897 viajó a Inglaterra para obtener fondos para la misión. Durante ese viaje entabló contacto con la South American Missionary Society, una sociedad misionera anglicana que se ofreció a solventar parte de los gastos de una misión educativa, y de la cual se convirtió en agente. A su vuelta a la Argentina, Morris abandonó la Iglesia Metodista y fue ordenado presbítero de la Iglesia Anglicana por su primer obispo para América del Sur, Waite Stirling.
El 27 de junio de 1899 fundó en el barrio de Palermo, en la zona que era conocida por el nombre de "Tierra del Fuego", a causa de su lejanía de lo entonces considerado civilizado, la capilla anglicana de San Pablo (actualmente llamada Iglesia San Pablo de la Unión de las Asambleas de Dios, ubicada en Charcas 4670), y comenzó una labor misionera constante, que incluyó visitas al cercano penal de Palermo para predicar a los presos, grupos de colaboradores que visitaban las casas de los vecinos más necesitados, distribución gratuita de Biblias, además de grupos de oración y de discusión de temas religiosos. En 1898 alquiló una casa en la esquina de Uriarte y Güemes e inició la primera de las Escuelas Evangélicas Argentinas, con un grupo de niños a los que encontró vagando por el barrio.
En 1899, el número de educandos se multiplicó y eran más de cien los alumnos. Además abrió una escuela para mujeres, y más tarde otra en Maldonado (se refiere al sector del barrio de Palermo cruzando el arroyo Maldonado, que fuera parte del cuartel 3° -rural- del partido de Belgrano,  hoy popularmente conocido como Palermo Hollywood).
En 1904, las "Escuelas Evangélicas Argentinas" tenían una inscripción de 2700 alumnos. Ya empleaban a egresados y se repartían libros, ropa y calzado, y asistencia médica.
En 1904 eran tres escuelas de varones, dos de niñas, una infantil y un jardín de infantes de ambos sexos, un instituto de telegrafía y de escritura mecánica, un instituto de corte y confección y labores domésticas, un instituto industrial y de artes y oficios, y dos escuelas nocturnas. Los inscriptos eran 3.096.
En 1913 los beneficios de la obra llegaban a más de 5000 niños. 
El 29 de mayo de 1925 fundó el "Hogar El Alba" para niños huérfanos y desamparados.
En 1932 (plena "Década Infame"), el subsidio descendió y los gastos crecieron. Su salud declinó y su enfermedad crecía. El 15 de septiembre del mismo año, falleció en su pueblo natal de Soham, a donde había ido de visita.
Su frase lema fue: "Pasaré por este mundo una sola vez. Si hay alguna palabra bondadosa que yo pueda pronunciar alguna noble acción que yo pueda efectuar diga yo esa palabra, haga yo esa acción AHORA, pues no pasaré más por aquí...". El impacto de su vida en otras personas, se refleja en la leyenda puesta en su lápida: "Fue una de esas vidas que dulcemente obligan a creer en Dios", y otra dice: "La senda de los justos es como la aurora que va en aumento hasta que el día es perfecto".

## Mecenas
William Case Morris tuvo sus mecenas, figuras de la historia argentina como también grandes instituciones del pasado que lo han ayudado en su misión. Entre ellos:
- Bartolomé Mitre
- Julio Argentino Roca
- Julio Argentino Pascual Roca
- Miguel Juárez Celman
- Carlos Pellegrini
- Miguel Cané
- Luis Sáenz Peña
- Marcelo T. de Alvear
- Hipólito Yrigoyen
- José Félix Uriburu
- Agustín Pedro Justo
- Lisandro de la Torre
- Alfredo Palacios
- Antonio Sagarna (ministro de Instrucción Pública y luego juez de la Suprema Corte)
- Ramón J. Cárcano (presidente del Consejo de Educación y gobernador de Córdoba)
- Alumni Athletic Club
- Belgrano Athletic Club
- Lomas Athletic Club
- Hurlingham Club
- Diario La Nación
- Regimiento de Patricios, Ejército Argentino
- Eduardo VIII del Reino Unido (rey del Reino Unido, los dominios de la Mancomunidad Británica y emperador de la India, desde la muerte de su padre el 20 de enero de 1936 hasta su abdicación el 11 de diciembre del mismo año)
- Enrique Mosconi (primer presidente de la empresa estatal Yacimientos Petrolíferos Fiscales)
- Alejandro Watson Hutton
- Telémaco Susini
- Bernardo González Arrili
- Juan Vucetich
- José María Ramos Mejía
- Carlos Thays
- Ernesto Tornquist
- Fortunato Anzoátegui
- Fernando Martí Tomás
- Carlos Díaz Vélez

## Instituciones de William C. Morris
William Case Morris administró en total 32 propiedades en Capital Federal que le fueron donadas o alquilaba. Entre ellas se detallan:
- Escuela nro. 1 de varones de Palermo, fundada en 1898 (Güemes, 4610-12).
- Escuela nro. 2 de niñas de Palermo, fundada en 1899 (Güemes 4628-30).
- Escuela de varones de Maldonado (hoy Palermo), fundada en 1899 (Nicaragua 4636-38).
- Escuela de niñas de Maldonado (hoy Palermo), fundada en 1900 (Nicaragua 4640-44).
- Instituto industrial y de artes y oficios, fundado en 1900 en Palermo (Santa Fe 4228-40).
- Instituto de corte, confección, tejidos y labores domésticos en Palermo, fundado en 1902 (Güemes 4601).
- Escuela infantil y kindergarten de Palermo, fundada en 1902 (Uriarte 2462-64).
- Asociación de exalumnos de las Escuelas de W. Morris, desde 1904 (Güemes 4621).
- Escuela de Telegrafía y escritura mecánica en Palermo, fundada en 1904 (Santa Fe 4358)
- Escuela de ambos sexos de General Urquiza, fundada en los años 1905-1906 (Triunvirato 4992)
- Escuela de ambos sexos de Coghlan, fundada en los años 1905-1906 (Calle Bebedero 4151)
- Escuela de varones de Almagro, fundada en 1905-1906 junto con su Salón de conferencias (Venezuela 4290, esquina Mármol)
- Salón de conferencias, Museo escolar y Biblioteca de maestros con el sala de lectura, desde 1905-1906 en un edificio especial Güemes 4601, Palermo
- Escuela de música y la banda escolar, fundada en 1905-1906 en Palermo (Santa Fe 4358)
- Escuela nocturna de varones en Palermo, desde 1909
- Comisión directiva, creada en 1910, situada en Palermo (Güemes 4601)
- Escuela nocturna profesional de mujeres de Palermo con secciones: corte y bordados, desde 1921.
- Asociación de madres de Palermo, fundada en 1922.
- Escuela mixta de la Paternal, fundada en 1922 (Av. del Campo 1340)
- Hogar “El Alba”, inaugurada en 1925 en Palermo (Charcas 4602)
- Escuela en el barrio de Agronomía de varones (turno mañana) y de niñas (turno tarde), fundada en 1930
- Escuelas dominicales
- Escuela de dactilografía nocturna para mujeres
- Escuela de taquigrafía
- Escuela de inglés
- Campos deportivos de Palermo (Darregueira 2455) y de Almagro
- Editorial de las tres revistas: “La Reforma”, “Albores” y “Alba” (o “Guia del Hogar” – Darregueira 2258)
- Templo “San Pablo” (Palermo: Charcas 4670) y su Capilla (General Urquiza: Triunvirato esq. Bebedero)

## Monumento en el barrio de Palermo

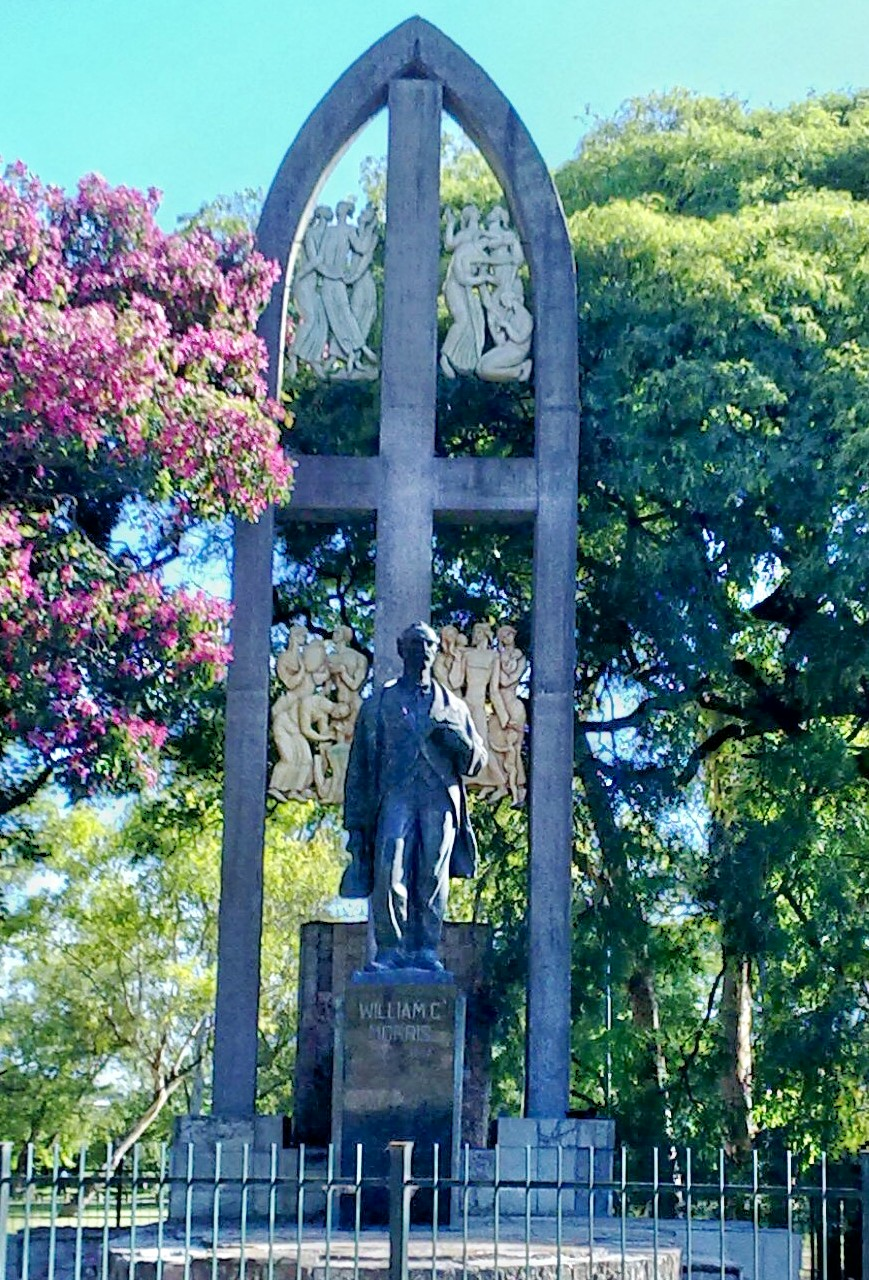
Monumento a William C. Morris en el Parque Tres de Febrero.

En 1960 la Asociación de Ex Alumnos de las Escuelas e Institutos Filantrópicos Argentinos "William C. Morris" (fundada en 1907 en Buenos Aires) obtuvo fondos por colecta pública y autorización del gobierno para construir un monumento en su homenaje.
La obra fue realizada por el escultor argentino Humberto Cerantonio y su inauguración se realizó el 28 de diciembre de 1964, en la plazoleta Coronel de Ingenieros Jordán Czeslaw Wysocki, que forma parte del Parque 3 de Febrero. Mide tres metros de altura total consta de la figura de William, de pie, con un libro en la mano y con un maletín en la otra.
Detrás hay una gran estructura compuesta por un arco apuntado que tiene inserta una cruz latina, con relieves en piedra representando algún principio relacionado con la vida y obra del educador. En la parte de atrás hay una estructura de mampostería revestida en ladrillo con un relieve representando a niños con instrumentos musicales y una frase de Morris "Ríen, juegan y estudian. Los niños son los más preciosos tesoros de la patria."
Otros homenajes
En el barrio de Barracas, un pasaje lleva su nombre.
Una localidad del Partido de Hurlingham lleva su nombre.
En La Plata mediante la Ordenanza N.º 2844 la calle 76 lleva su nombre.
En Córdoba el colegio evangélico William Case Morris lleva su nombre.
En la ciudad de Paraná, Entre Ríos, el Centro Educacional Bautista posee una escuela primaria con su nombre: Instituto Cristiano 201 "William Morris".

También en Paraná, Entre Ríos, funciona una escuela primaria pública para adultos que lleva el nombre "Willam Morris".

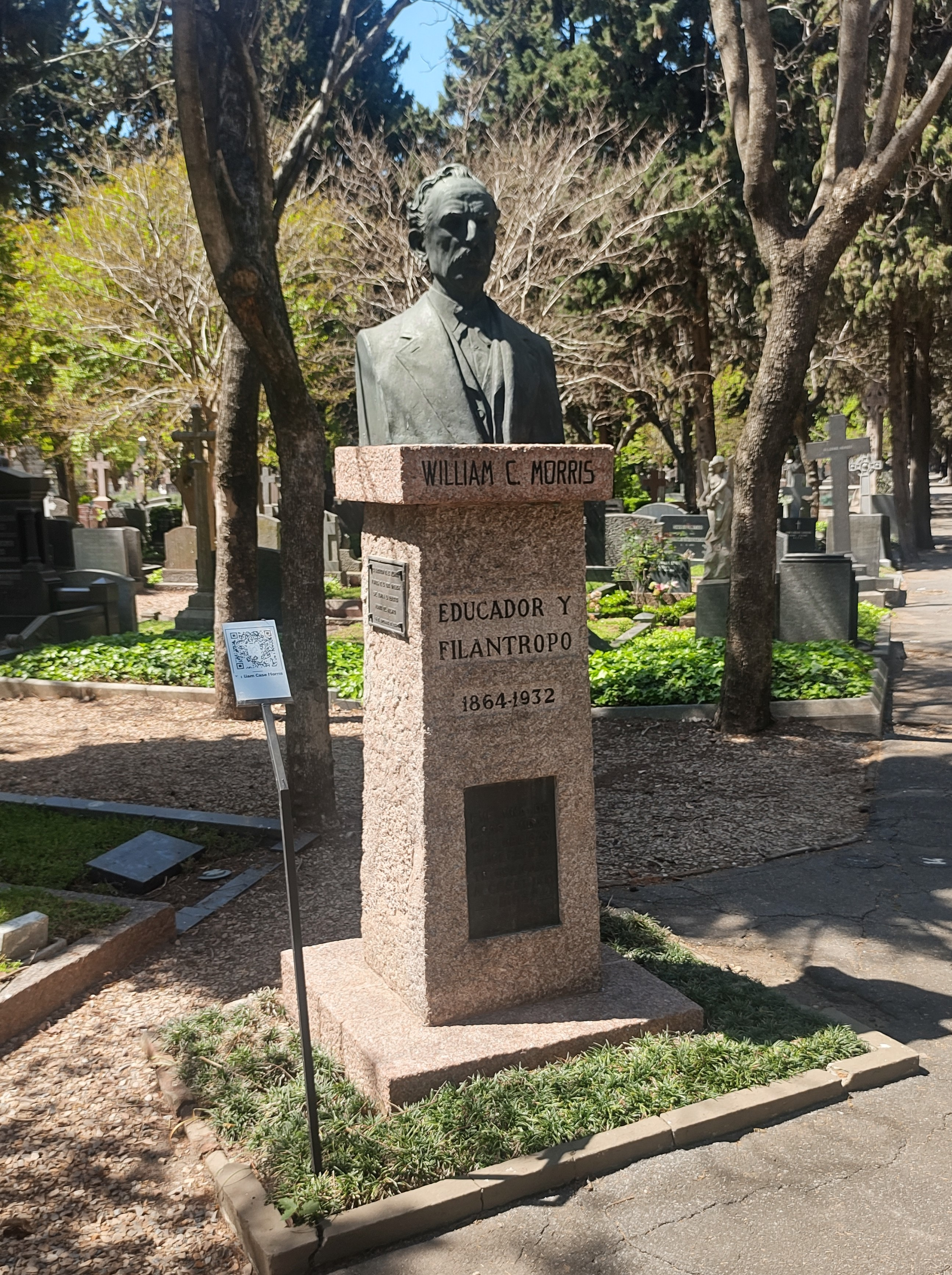
Recordatorio en el Cementerio Británico de la Chacarita.

Un catafalco en su memoria fue erigido en el Cementerio Británico de Buenos Aires en su memoria (Ver enlaces externos).
En el barrio de Palermo, Ciudad Autónoma de Buenos Aires, en la calle Güemes 4621, se encuentra la biblioteca Popular William C. Morris.
En 1945 se realizó la película Cuando en el cielo pasen lista dirigida por Carlos Borcosque en la cual se cuentan la historia, obra y mensaje de William C. Morris.
En el partido de Florencio Varela lleva su nombre la escuela primaria y secundaria William Case Morris.
En el barrio de Palermo, entre las calles Darregueyra, Uriarte y Guatemala, se encuentra una plazoleta con su nombre.
En 1966 se emitió el episodio El maestro de la serie documental Argentina en este siglo de Carlos Aguilar, donde se exhibió un cortometraje —con registros fílmicos inéditos— de la biografía del pedagogo inglés y se entrevistó a exalumnos del Hogar El Alba.